# Донни Дарко
«До́нни Да́рко» (англ. Donnie Darko) — культовый научно-фантастический фильм 2001 года, дебют 26-летнего американского режиссёра Ричарда Келли, представленный впервые в январе 2001 года на фестивале Sundance.
Изначально ленту планировалось выпустить сразу на видео. При бюджете в 4 500 000 долларов картина смогла собрать лишь чуть более 7 600 000 долларов в международном прокате. Однако после выпуска на DVD и VHS в 2002 году фильм собрал хорошие отзывы в прессе, стал настоящим DVD-хитом. В 2004 году на DVD появилась расширенная режиссёрская редакция фильма.

## Сюжет
Действие происходит в октябре 1988 года в американском городке округа Мидлсекс. Старшеклассник Донни Дарко живёт с родителями и сёстрами. 2 октября он просыпается и выходит из дома по мысленному приказу человека в костюме огромного кролика со зловещим оскалом, представившегося Фрэнком. Фрэнк говорит, что через 28 дней, 6 часов, 42 минуты и 12 секунд наступит конец света. Утром Донни просыпается на поле для гольфа и, вернувшись домой, обнаруживает, что ночью на его дом упал огромный двигатель самолёта, попав прямо в комнату Донни. Его старшая сестра Элизабет рассказывает, что следователи ФАА не знают, откуда взялся этот двигатель.
Донни знакомится с Гретхен Росс, новой ученицей в их классе, и они начинают дружить. Узнав от Фрэнка о перемещениях во времени, Донни беседует об этом с учителем физики, который даёт ему книгу о философии перемещений во времени, написанную Робертой Спэрроу — бывшей учительницей естественных наук в школе, а теперь, по-видимому, выжившей из ума старухой, живущей за городом, известной местным подросткам как Бабушка-Смерть. Однажды ночью Донни, находясь в полубреду из-за видений, проникает в школу и топором разрубает трубы, из-за чего школу заливает водой. В другой раз во время сеанса в кинотеатр входит Фрэнк. Донни говорит с ним и просит снять маску. Под ней оказывается молодой человек с выбитым пулей глазом. В этот момент Фрэнк заставляет Донни сжечь дом местного оратора-мотиватора Джима Каннингема, в котором после пожара полицейские обнаруживают архив детской порнографии.
В канун Хэллоуина в доме остаются только Донни и его старшая сестра; отец уезжает по делам, а мать с младшей дочерью летят на танцевальный конкурс. В это время Донни с сестрой устраивают дома вечеринку, куда приходят люди в масках. Неожиданно Донни замечает на холодильнике записку: «Фрэнк был здесь, уехал за пивом» и вспоминает, что сегодня тот самый день, когда должно случиться что-то страшное. Тем временем над городом собирается буря. Донни едет к Роберте Спэрроу, однако там его встречают одноклассники, с которыми у него были разногласия, и происходит драка. Один из враждующих с Донни одноклассников бросает Гретхен на обочину. В этот момент по дороге едет Pontiac Trans Am. Водитель пытается объехать стоящую на дороге Спэрроу, но в итоге переезжает Гретхен, та умирает. Из машины выходит Фрэнк. Донни стреляет в него, пуля попадает в глаз. Донни с телом Гретхен едет за город и видит там надвигающуюся бурю. Самолёт, на котором летят домой мать и сестра Донни, гибнет в буре, а двигатель от него падает на дом Дарко. Время «отматывается» назад, в тот день, когда на комнату Донни упал двигатель. На этот раз Донни остаётся дома и гибнет, но все участники событий не помнят о случившемся, им кажется, что это было сном, который, однако, привёл их к переосмыслению их дальнейшей жизни. Когда утром вокруг дома собираются горожане, проезжающая мимо на велосипеде Гретхен машет рукой убитой горем матери Донни, хотя они (в этом варианте реальности) и не знакомы.

## В ролях
| Актёр            | Роль                 |
| ---------------- | -------------------- |
| Джейк Джилленхол | Донни Дарко          |
| Джена Мэлоун     | Грэтхен Росс         |
| Мэри Макдоннел   | Роуз Дарко           |
| Холмс Озборн     | Эдди Дарко           |
| Мэгги Джилленхол | Элизабет Дарко       |
| Дэйви Чейз       | Саманта Дарко        |
| Патрик Суэйзи    | Джим Каннингем       |
| Дрю Бэрримор     | Карен Померо         |
| Ноа Уайли        | д-р Кеннет Моннитофф |
| Бет Грант        | Китти Фармер         |
| Петинс Кливленд  | Роберта Спэрроу      |
| Джеймс Дювал     | Фрэнк                |
| Кэтрин Росс      | Доктор Лилиан Турман |
| Сет Роген        | Рикки Дантфорт       |

## Параллельная реальность
Художественный мир фильма выстроен по принципам магического реализма наподобие таких лент, как «Твин Пикс». Его отличие от многих подобных фильмов в том, что сюрреалистические события могут быть объяснены. Для этого по всему фильму разбросаны цитаты из трактата Роберты о путешествиях во времени. На официальном DVD режиссёр обстоятельно растолковывает подробности построения этого мира.
В придуманной Келли системе координат наряду с реальным миром существует параллельный «касательный мир» (англ. Tangent Universe). Донни Дарко — это «живой приёмник» (англ. Living Receiver), способный провести мир через «дыру во времени» или «кротовую нору» на определённое число дней назад. В этом ему помогает пришелец с того света (англ. Manipulated Dead) — в данном случае Фрэнк, приятель его сестры, в маскарадном костюме кролика, который он надел на Хэллоуин. Если кто-то погиб в касательном мире, он приобретает способность общаться с «получателем» при помощи особого измерения. Именно так и происходит с Фрэнком. Задача такого «пришельца» — убедить главного героя в необходимости пожертвовать собой ради спасения мира. И Донни жертвует собой, желая спасти от смерти родителей и воскресить любимую девушку, хотя и понимает, что в реальном мире она не сможет даже вспомнить о знакомстве с ним.
В конце фильма объясняется, что при удачном завершении пространственно-временной петли люди только в сновидениях вспоминают о том, что происходило в касательной реальности. Однако иногда что-то им смутно чудится и наяву. Поэтому Гретхен в последних кадрах машет рукой, чтобы поприветствовать мать Донни, даже не зная её в этой версии реальности. Преподаватели в школе словно следуют предначертанному заранее плану, давая Донни заветную книжку и написав на доске в классе ключевое слово «cellar door». Роберта то и дело ходит к почтовому ящику, как бы наперёд ожидая письма от Донни. Не исключено, что «петля» повторяется уже не в первый раз: в самом начале фильма Донни просыпается на том месте, где должна образоваться «кротовая нора»; время от времени он загадочно улыбается, словно смутно припоминает что-то; по поводу своего имени Фрэнк поясняет ему: «Это имя моего отца, и его отца до меня» и т. д.

## Награды и номинации
- 2001 — Участие в основном конкурсе фестиваля «Сандэнс».
- 2001 — Приз зрителей фестиваля фантастических фильмов в Швеции.
- 2001 — Приз фестиваля фантастических фильмов в Жерарме (Франция).
- 2002 — Сатурн, Победа: Специальная награда (Young Filmmaker’s Showcase) (Ричард Келли) Академии научной фантастики, фэнтези и фильмов ужасов.
- 2005 — 2-е место в списке 50 Greatest Independent Films of All Time журнала Empire.
- 2005 — 5-е место в My Favourite Film[англ.] Australian Broadcasting Corporation.
- 2006 — 9-е место в передаче 50 Films to See Before You Die[англ.] Channel 4.
- 2006 — 14-е место в списке 50 Best High School Movies журнала Entertainment Weekly.
- 2006 — Сатурн, Номинация: Лучшее специальное DVD-издание.
- 2008 — 53-е место в 500 Greatest Movies of All Time журнала Empire.

## Режиссёрская редакция
Режиссёрская редакция фильма была изготовлена за 9 дней. Она длиннее обычной на 20 минут. Из обычной версии исключены несколько сцен, некоторые из которых являются ключевыми для понимания сюжета. Например, выдержки и цитаты из книги «Философия путешествий во времени» Роберты Сперроу, которой пронизан весь сюжет, или сцена диалога Донни с его психотерапевтом, где последняя говорит о том, что таблетки, которые она ему прописала, являются плацебо. Режиссёрская редакция вышла через 1001 день после версии для кинотеатров.

## Саундтрек
1. «Carpathian Ridge» — 1:35
2. «The Tangent Universe» — 1:50
3. «The Artifact and Living» — 2:30
4. «Middlesex Times» — 1:41
5. «Manipulated Living» — 2:08
6. «Philosophy of Time Travel» — 2:02
7. «Liquid Spear Waltz» — 1:32
8. «Gretchen Ross» — 0:51
9. «Burn It to the Ground» — 1:58
10. «Slipping Away» — 1:17
11. «Rosie Darko» — 1:25
12. «Cellar Door» — 1:03
13. «Ensurance Trap» — 3:11
14. «Waltz in the 4th Dimension» — 2:46
15. «Time Travel» — 3:01
16. «Did You Know Him?» — 1:46
17. «Mad World» — 3:08
18. «Mad World» (alternate mix) — 3:37
19. «Head over Heels» — Tears For Fears — 2:36
20. «The Killing Moon» — Echo & the Bunnymen — 3:16
21. «Never Tear Us Apart» — INXS

Саундтрек 2004 года:
1. «Never Tear Us Apart» — INXS — 3:04
2. «Head over Heels» — Tears for Fears — 4:16
3. «Under the Milky Way» — The Church — 4:58
4. «Lucid Memory» — Sam Bauer and Gerard Bauer — 0:46
5. «Lucid Assembly» — Gerard Bauer and Mike Bauer — 0:52
6. «Ave Maria» — Владимир Вавилов and Paul Pritchard — 2:57
7. «For Whom the Bell Tolls» — Steve Baker and Carmen Daye — 3:12
8. «Show Me (Part 1)» — Quito Colayco and Tony Hertz — 2:05
9. «Notorious» — Duran Duran — 4:00
10. «Stay» — Oingo Boingo — 3:38
11. «Love Will Tear Us Apart» — Joy Division — 3:23
12. «The Killing Moon» — Echo & the Bunnymen — 5:55

## Продолжение
В 2009 году вышло продолжение под названием «С. Дарко». Ричард Келли отказался участвовать каким-либо образом в съёмках второй части. «С. Дарко» вызвал неоднозначную реакцию у поклонников фильма: по мнению многих из них, такой фильм, как «Донни Дарко», не может иметь продолжения. Смена сценариста, режиссёра, а также отсутствие логической связи с первой частью вызывают у многих негативное отношение ко второй части фильма, который имеет крайне низкий рейтинг.
24 января 2017 года в интервью HMV Келли отметил, что намеревается снять фильм, который будет больше и шире чем первоначальный. И поскольку для этого необходим большой бюджет, Келли будет заниматься его поисками после того как закончит свой очередной фильм.